# Euvola raveneli
Euvola raveneli is een tweekleppigensoort uit de familie van de Pectinidae. De wetenschappelijke naam van de soort is voor het eerst geldig gepubliceerd in 1898 door Dall.